# Скар, Синдре Бьёрнестад
Синдре Бьёрнестад Скар (норв. Sindre Bjørnestad Skar; 22 января 1992 года) — норвежский лыжник, призёр и победитель этапов Кубка мира, двукратный чемпион мира среди юниоров 2011 года в эстафете и гонке на 10 км. Двукратный серебряный призёр чемпионатов Норвегии в спринте (2016, 2019). Член мужской сборной Норвегии по лыжным гонкам.

## Биография
Дебютировал на чемпионате мира среди юниоров 2011 года, где выиграл две золотые медали, одну в эстафете и одну в гонке на 10 км. На чемпионате мира среди юниоров 2012 года он взял одну серебряную и три бронзовые медали. В Кубке мира по лыжным гонкам дебютировал в феврале 2011 года в Драммене, где получил свои первые кубковые очки, заняв 28-е место.